# Granze
Granze es una localidad y comune italiana de la provincia de Padua, región de Véneto, con 1.907 habitantes.

## Evolución demográfica
| Gráfica de evolución demográfica de Granze entre 1861 y 2001 |
|                                                              |
| Fuente ISTAT - elaboración gráfica de Wikipedia              |